# Govindua shoreae
Govindua shoreae — вид грибів, що належить до монотипового роду Govindua.